# Wappen Belgiens
Das Wappen Belgiens ist das Staatswappen des Königreichs Belgien. Es zeigt den Brabanter Löwen, einen goldenen Löwen mit roter Zunge und roter Bewehrung auf schwarzem Feld. Dieses Wappen geht auf das Wappen des Herzogtums Brabant zurück. Das Staatswappen Belgiens wird in zwei Versionen geführt, als das große und als das kleine Wappen. Zudem leiten sich die Familienwappen der belgischen Könige von diesem Wappen ab.

## Geschichte
Am 17. März 1837 wurde das belgische Staatswappen festgesetzt. Als Staatssymbol wurde das Wappen von Brabant ausgewählt, weil Brabant die erste niederländische Provinz war, die sich erhob und Unabhängigkeit forderte. Dieses Wappen mit dem goldenen Löwen auf schwarzem Grund bildet den Mittelpunkt des Staatswappens. Zudem war der Löwe ein Teil der Wappen vieler belgischer Provinzen, so dass er als Symbol für ganz Belgien geeignet war. Dieser Löwe geht auf das Siegel des Herzogs Heinrich I. aus dem Jahr 1190 zurück.
Hinter dem Schild mit dem Löwen kreuzen sich zwei Zepter. Diese symbolisieren, dass der König Belgiens zugleich der Herrscher (Löwe) und oberster Richter (Hand der Gerechtigkeit) des Landes ist. Bei dem kleinen Wappen ist der Schild von der Kette des Leopoldsordens umgeben.
Das große Wappen unterscheidet sich vom kleinen Wappen im Wesentlichen durch zwei Löwen als Wappenhalter und das Wappenzelt. Hinter diesem Zelt stehen die Fahnen der acht belgischen Provinzen.
Beide Versionen zeigen den Schild mit dem Brabanter Löwen. Unter dem Schild befindet sich bei beiden eine Spruchrolle mit dem Wahlspruch Belgiens in französischer Sprache: L’UNION FAIT LA FORCE (deutsch Einigkeit macht stark).
Per Dekret hat König Philippe 2019 verfügt, dass der Wahlspruch auf den königlichen Wappen künftig dreisprachig stehen soll. Davon unberührt bleiben die staatlichen Wappen.

## Wappenbeschreibung des Vollwappens
| Großes Wappen des Königreichs Belgien | Blasonierung: „In Schwarz ein rotbewehrter und rotgezungter goldener Löwe. Auf dem Schild ein goldener rotgefütterter Königshelm mit schwarz-goldenen Helmdecken und der goldenen Königskrone. Hinter den Schild zwei goldene andreaskreuzartig gekreuzte Zepter; nach heraldisch rechts zeigend mit der Schwurhand und mit dem Löwen nach links weisend.“ |
| Großes Wappen des Königreichs Belgien | Wappenbegründung: Schildhalter sind zwei hersehende rotbewehrte und rotgezungte goldener Löwen auf einem Podest stehend und jeder mit der Außenpranke die goldbefranzte nach außen wehende Staatsflagge mit dem schwarz-gold-roten Tuch am roten Fahnenstock mit goldener Spitze und ebenso gefärbten Endstück haltend. Um den Schild hängt die goldene Collane des Leopoldsordens. Alles ist vom Wappenzelt mit der Königskrone umgeben. Nach rechts ein in goldener Quaste endendes Band mit schwarz-gold-Streifen und links in rot-gold-Streifen. Unter den Schild ein rotes Band mit goldenen Majuskeln den Wahlspruch L’UNION FAIT LA FORCE (deutsch Einigkeit macht stark). Hinter allem stehen neun Fahnen, von denen die mittlere als Standarte die Nationalfarben schwarz-gold-rot mit dem Brabanter Löwen zeigt und die anderen goldbefranzten für die Provinzen nach außen wehen. An den roten goldgespitzen Fahnenstöcken sind links auf den Fahnen die Wappen der Provinzen Hennegau; Limburg; Luxemburg; Namur und rechts Antwerpen; Westflandern; Ostflandern; Lüttich. |

## Wappen der belgischen Könige und Königinnen
| König        | Wappen    | Königin         | Wappen |
| ------------ | --------- | --------------- | ------ |
| Leopold I.   |           | Louise          |        |
| Leopold II.  |           | Marie Henriette |        |
| Albert I.    | voor 1921 | Elisabeth       |        |
| Leopold III. |           | Astrid          |        |
| Baudouin     |           | Fabiola         |        |
| Albert II.   |           | Paola           |        |
| Philippe     |           | Mathilde        |        |

## Wappen der Sprachgemeinschaften und Regionen
Da in Belgien drei Sprachen gemäß der Verfassung den Status von Amtssprachen haben, wurde das Land in Sprachgemeinschaften aufgeteilt:
1. die Flämische Gemeinschaft, in der Niederländisch gesprochen wird,
2. die Französische Gemeinschaft Belgiens, in der Französisch gesprochen wird,
3. die Deutschsprachige Gemeinschaft Belgiens, in der Deutsch gesprochen wird.

Weiterhin ist Belgien in drei Regionen aufgeteilt, deren Grenzen nicht mit denen der Gemeinschaften übereinstimmen:
1. die Flämische Region,
2. die Wallonische Region,
3. die Region Brüssel-Hauptstadt.

| Wappen der Flämischen Gemeinschaft             | Flämische Gemeinschaft        | Die Flämische Gemeinschaft erhielt ihr Wappen am 30. März 1988. Das Wappen zeigt den Löwen von Flandern, so wie er seit dem 12. Jahrhundert im Wappen der Grafen von Flandern geführt wurde. Die Flämische Region, die durch die Flämische Gemeinschaft verwaltet wird, hat kein eigenes Wappen. |
| Wappen der Französischen Gemeinschaft Belgiens | Französische Gemeinschaft     | Die Französische Gemeinschaft erhielt ihr Wappen am 3. Juli 1991. Der Hahn ist seit 1913 das Symbol Walloniens. |
| Wappen der Deutschsprachigen Gemeinschaft      | Deutschsprachige Gemeinschaft | Die Gemeinschaft erhielt ihr Wappen am 1. Oktober 1990. Der Löwe ist der Löwe von Limburg, da diese Region früher zu Limburg gehörte. Heute gehört sie zur Provinz Lüttich. Die neun Blumen stellen die neun deutschsprachigen Gemeinden dar.                                                    |
| Wappen der Region Brüssel-Hauptstadt           | Region Brüssel-Hauptstadt     | Seit dem 5. März 1991 ist die Lilie das Wappen der offiziell zweisprachigen Region Brüssel-Hauptstadt. Die Lilie wurde seit Jahrhunderten als Abzeichen in Brüssel genutzt. |